# Plebejus pascuali
Plebejus pascuali är en fjärilsart som beskrevs av Ramon Agenjo Cecilia 1970. Plebejus pascuali ingår i släktet Plebejus och familjen juvelvingar. Inga underarter finns listade i Catalogue of Life.